# 亚历山大·阿塔纳茨科维奇
亚历山大·阿塔纳茨科维奇（羅馬化：Aleksandar Atanacković，1920年4月29日—2005年3月12日），塞尔维亚男子足球运动员。他曾代表南斯拉夫国奥队参加1948年夏季奥林匹克运动会足球比赛，获得一枚银牌。